# A Skeletal Domain
 (octobre 2016).
Si vous disposez d'ouvrages ou d'articles de référence ou si vous connaissez des sites web de qualité traitant du thème abordé ici, merci de compléter l'article en donnant les références utiles à sa vérifiabilité et en les liant à la section « Notes et références ».
Albums de Cannibal Corpse
Torture
(2012) Red Before Black
(2017)
A Skeletal Domain est le treizième album studio du groupe de brutal death metal américain Cannibal Corpse. Il est sorti le 12 septembre 2014 et a été produit par Mark Lewis et non plus par Erik Rutan, qui produisait jusque-là tous les disques du groupe depuis Kill (2006).

## Composition du groupe
- George « Corpsegrinder » Fisher – chant lead
- Patrick O'Brien – guitare lead
- Rob Barrett – guitare rythmique
- Alex Webster – guitare basse
- Paul Mazurkiewicz – batterie

## Liste des titres
| No  | Titre                         | Durée |
| --- | ----------------------------- | ----- |
| 1.  | High Velocity Impact Splatter | 4:06  |
| 2.  | Sadistic Embodiment           | 3:17  |
| 3.  | Kill Or Become                | 3:50  |
| 4.  | A Skeletal Domain             | 3:38  |
| 5.  | Headlong Into Carnage         | 3:01  |
| 6.  | The Murderer's Pact           | 5:06  |
| 7.  | Funeral Cremation             | 3:41  |
| 8.  | Ice-Pick Lobotomy             | 3:16  |
| 9.  | Vector Of Cruelty             | 3:25  |
| 10. | Bloodstained Cement           | 3:41  |
| 11. | Asphyxiate To Resuscitate     | 3:47  |
| 12. | Hollowed Bodies               | 3:05  |